# 14595 Peaker
14595 Peaker este un asteroid din centura principală de asteroizi.

## Descriere
14595 Peaker este un asteroid din centura principală de asteroizi. A fost descoperit pe 23 septembrie 1998 la Kitt Peak National Observatory în cadrul proiectului Spacewatch. El prezintă o orbită caracterizată de o semiaxă mare de 2,56 ua, o excentricitate de 0,23 și o înclinație de 4,8° în raport cu ecliptica.